# كازو ياماموتو
كازو ياماموتو (باليابانية: 山本 和夫 ) (و. 1955 – م) هو منتج تلفزيوني، من اليابان، ولد في كيوتو.

## التعليم
تعلم في جامعة كيئو.